# Oreothlypis
Oreothlypis é um gênero de aves da família Parulidae.

## Espécies
As seguintes espécies são reconhecidas:
- Oreothlypis gutturalis (Cabanis, 1861)
- Oreothlypis superciliosa (Hartlaub, 1844)